# Торреано
Торреано (італ. Torreano) — муніципалітет в Італії, у регіоні Фріулі-Венеція-Джулія,  провінція Удіне.
Торреано розташоване на відстані близько 480 км на північ від Рима, 65 км на північний захід від Трієста, 18 км на північний схід від Удіне.
Населення — 2144 особи (2014).

## Демографія
Населення за роками:

Станом на 1 січня 2023 року в муніципалітеті офіційно проживали 122 іноземці з 23 країн, серед них 56 громадян країн Євросоюзу та 9 громадян України.

## Сусідні муніципалітети
- Капоретто
- Чивідале-дель-Фріулі
- Фаедіс
- Моїмакко
- Пульферо
- Сан-П'єтро-аль-Натізоне